# (3728) IRAS
(3728) IRAS (1983 QF) – planetoida z pasa głównego asteroid okrążająca Słońce w ciągu 4,32 lat w średniej odległości 2,65 j.a. Została odkryta 23 sierpnia 1983 roku przez satelitę IRAS. Nazwa planetoidy pochodzi od satelity IRAS (Infrared Astronomical Satellite), który dzięki badaniom w podczerwieni odkrył wiele zjawisk astronomicznych.